# Catarhoe coarctata
Catarhoe coarctata är en fjärilsart som beskrevs av Edward Alfred Cockayne 1953. Catarhoe coarctata ingår i släktet Catarhoe och familjen mätare. Inga underarter finns listade i Catalogue of Life.